# 木村隆秀
木村 隆秀（きむら たかひで、1955年8月10日 - ）は、日本の政治家。元衆議院議員（4期）。
初代防衛副大臣、国土交通大臣政務官、内閣府大臣政務官、衆議院環境委員長等を歴任。

## 来歴・人物
愛知県名古屋市中川区生まれ。名古屋市立八熊小学校、名古屋市立山王中学校、愛知県立熱田高等学校卒業。1978年、東京経済大学経済学部卒業。株式会社ニチリョウ勤務後、衆議院議員・西岡武夫の秘書となる。
1983年4月、愛知県議会議員選挙に中川区選挙区から立候補し初当選。1987年の県議選で落選。1991年の県議選で2回目の当選。1995年の県議選で3選。
1996年の第41回衆議院議員総選挙に、愛知5区より自民党公認で出馬。民主党の赤松広隆に惜敗するが、比例東海ブロックで復活し初当選。父親が果たせなかった夢を達成した。当選後、当時の橋本龍太郎首相の出身派閥である平成研究会（小渕恵三→橋本龍太郎→津島雄二派）に所属。
2000年の第42回衆議院議員総選挙では再び赤松に敗れるも、比例復活で当選（2期目）。2002年に例外的に夫婦の別姓を実現させる会に参加。
2003年の第43回衆議院議員総選挙では三たび赤松に敗れ、比例復活もならず落選。しかしその直後、愛知4区から出馬し比例復活で当選した近藤浩が公職選挙法違反で逮捕され、同年12月9日に辞職。それに伴い木村は繰り上げ当選した（3期目）。
2005年の第44回衆議院議員総選挙では小泉フィーバーに乗り、赤松を破って初めて小選挙区で当選（4期目）。名古屋市の衆議院小選挙区では、自民党唯一の勝利となった。民主王国における勝利は「大金星」と呼ばれた。
2006年9月発足の安倍内閣で、防衛庁副長官に任命された。2007年1月の防衛省発足に伴い、初代防衛副大臣に就任。
2007年10月9日、次期総選挙に出馬せず今期限りで政界を引退することを表明する。引退の理由として、自身の性格が議員に不向きではないかと考えていたこと、父親が死去した時の年齢と同年齢になったことを節目に自身の今後について考えた結果「普通の生活に戻りたい」という気持ちが高まったことを挙げた。突然の引退表明は、一部の関係者・支援者から「無責任」との批判を受けた。
なお2年後の2009年の第45回衆議院議員総選挙の愛知5区には、後任として愛知県議会元議長の寺西学の息子、寺西睦が歴史的政権交代の大混乱の中で公募により出馬するが、赤松広隆に大差で敗れた。

## 関係団体
- 日本宇宙少年団
- 日韓議員連盟
- 自民党動物愛護管理推進議員連盟